# يسري مراكشي
يسري مراكشي (مواليد 12 يوليو 1982) إعلامي مغربي، وأحد أبرز الوجوه الشابة في التلفزيون المغربي، شغل عدة مناصب في عدد من وسائل الاعلام المغربية، قبل الالتحاق بقناة ميدي 1 تي في بطنجة شمال المغرب، وقبل التنشيط والتعليق الرياضي امتهن يسري مراكشي مجال الفن والتمثيل في السينما والتلفزيون، من خلال سلسلة «شانيلي تي في» رفقة الفنان الكوميدي حسن الفد، وفي أعمال تلفزيونية عربية مع المخرج السوري إسماعيل نجدت أنزور، كفيلم «صنع في»، وفي مجموعة أخرى  من الأعمال الفنية.
يسري مراكشي هو أول معلق وأول صوت على المباشر، استقبله المشاهد المغربي مع إطلاق البث لقناة الرياضية في 16 سبتمبر 2006.

## دراسته وبداياته
تعرف الجمهور المغربي على يسري مراكشي من خلال الشاشة الصغيرة، بعد تألقه في عدد من الأعمال الكومدية التي حققت نجاحا كبيرا، وهو ما دفعه إلى ترك تعليمه بكلية الحقوق والتوجه نحو مجال الفن، وبعد تقديمه لعدد من الأعمال الفنية التي ظهرت من خلالها موهبته في التعليق الرياضي، قرر دراسة الإعلام والصحافة.
بعد حصوله على إجازة في الصحافة من المعهد العالي للإعلام والتواصل، إنضم إلى قناة الرياضية المغربية، حيث تألق في التعليق وكان أول صوت يتواصل مع الجمهور من خلال القناة بتعليقه على مباراة فريق الوداد البيضاوي ضد حسنية أكدير في 16/09/2006، حيث كان من الصحفيين الذي عملوا على اطلاق القناة الثالثة المغربية.

## قناة الرياضية
في العام 2006 قررت الشركة الوطنية للإذاعة والتلفزة إطلاق قناة جديدة لتغطية الشأن الرياضي في المغرب، حيث عملت على استقطاب أبرز المواهب في المجال بتأطير من خبراء مغاربة وفرنسيين في مجال الصحافة الرياضية، وكان يسري من أبرز المواهب التي تم استقطابها للعمل على إطلاق القناة، وهو ما مكنه من أن يكون أول مذيع يلتقي مع الجمهور المغربي والعربي من خلال القناة التي انطلقت فعليا في يوم السبت 16 شتنبر 2006. وهو ما دفع مجموعة قناوت ART (شبكة راديو وتلفزيون العرب) إلى إرسال طلب لقناة الرياضية المغربية لطلب تعليق يسري مراكشي على على نهائي كأس العرب الذي جمع الوداد الرياضي المغرب ونادي الترجي التونسي.
استمر في العمل بالقناة حيث قام بالتعليق على نهايات كأس العالم 2010 بجنوب إفريقيا، والألعاب الأولمبية، وكأس أمم افريقيا، إضافة إلى كأس كوبا أميريكا ودوريات البرازيل، بلجيكا، الأرجنتين، البرتغال، لتخصص بعد ذلك في العليق على مباريات الدوري الانجليزي الممتاز.

## قناة ميدي 1 تي في
بعد تسع سنوات من العمل بقناة الرياضية، أضحى يسري مراكشي من أبرز الإعلاميين الرياضيين بالمغرب، قبل أن يفاجئ جمهوره بخبر استقالته من القناة في شتاء العام  2015، بعدما اختار دخول تجربة إعلامية  بقناة «ميدي 1 تي في»، وتقديم برنامج «كواليس». وهو عبارة عن برنامج تولك شو سياسي ساخر يستضيف البرنامج في كل حلقة ضيفا رئيسياً يكون فاعلاً سياسياً، وضيفا ثانيا ينشط في مجالات الفن والثقافة والإبداع صنع أو يصنع الحدث، ليتفاعل الضيفان رفقة فقرات البرنامج الطريفة، ويجيبا على أسئلة منشط البرنامج يسري مراكشي قبل أن يتم الاستغناء عن البرنامج بسبب تغيير سياسة القناة بقدوم مدير عام جديد.

## البطولات التي علق عليها
- كاس العالم للاندية 2014.
- الدوري المغربي.
- كأس العرش المغربي.
- الدوري الإنجليزي.
- الدوري الفرنسي.
- كأس العالم.
- التصفيات المؤهلة للبطولات الكبيرة.
- كأس أمم أفريقيا.
- دوري أبطال العرب.
- كأس كوبا أمريكا.
- كأس القارات.
- دورة ألعاب البحر الأبيض المتوسط 2013
- الدوري البرازيلي.
- كأس السوبر الفرنسي.
- الدوري البلجيكي.
- الدوري الأرجنتيني.
- الدوري البرتغالي.
- عصبة الأبطال الأفريقية.
- كأس الكنفدرالية الأفريقية.
- نهائي كأس العرب.
- الملاكمة الاحترافية.
- بطولة أفريقيا للمصارعة.
- والمزيد من البطولات والمباريات الودية والرسمية.

## البرامج التي قام بتنشيطها
- برامج حوارية مختلفة.
- برنامج ويكاند بلوس.
- برنامج مونديال بلوس.
- برنامج كاو للفنون القتالية.
- برنامج حصيلة الأسبوع.
- برنامج الحكم الآخر.
- الكاميرا الخفية.
- كواليس.[7]
- نشرات الأخبار.